# San Zeno Naviglio
San Zeno Naviglio (lombardul: San Zé) település Olaszországban, Lombardia régióban, Brescia megyében. Lakosainak száma 4671 fő (2023. január 1.). San Zeno Naviglio Borgosatollo, Brescia, Poncarale és Flero községekkel határos.

## Népesség
A település lakossága az elmúlt években az alábbi módon változott:
| Lakosok száma | 4679 | 4746 | 4671 |
|               | 2017 | 2018 | 2023 |

## Híres szülöttjei
- Dario Bonetti labdarúgó, edző